# Tři kroky do tmy
Tři kroky do tmy (1985) je dobrodružný román pro mládež od českého spisovatele Stanislava Šusty. Román vznikl spojením předcházejících tří autorových knih Město v ohni (1975), Stopy vrahů (1978) a Návštěva z onoho světa (1980), které mají společného hrdinu Frantu Svátka, bojujícího nejprve proti nacistům a poté proti teroristům a agentům západních rozvědek. Autor všechny tři romány přepracoval a spojil v jeden celek.

## Obsah románu
Původní tři příběhy nejsou sice v knize jménem uvedeny, ale ve skutečnosti je román rozdělen na tři od sebe relativně oddělené části, které jsou uvedeny jejich původním jménem zde.

### Město v ohni
První část románu je vlastně kronikou posledních měsíců druhé světové války v Čechách před osvobozením Prahy v květnu roku 1945. Šestnáctiletý mladík Franta Svátek se nezalekne vyhlášek, oznamujících tresty smrti, udavačů ve službách gestapa (jako je zrádce Ladislav Fišer), ani gestapáků hrozících mučením, a aktivně se zapojí do odboje proti nacistům. Snahou skupiny, do které je zapojen, je zabránit tomu, aby dokumenty tajného vynálezu českých vědců získali nejen nacisté, ale také agenti americké vojenské zpravodajské služby Office of Strategic Services (Úřad pro strategické služby).
Franta vyrůstá bez otce, o kterém mu maminka řekla, že se již nikdy nevrátí. K jeho hrůze se však jeho otec objeví v uniformě SS. Po osvobození Prahy se vysvětlí, že Frantův otec je členem sovětské rozvědky již od roku 1937 a podařilo se mu pod falešnými doklady proniknout mezi nacisty.

### Stopy vrahů
Druhá část románu se odehrává roku 1951. František Svátek mezitím vystuduje průmyslovku a specializuje se na vodní čerpadla. Vedením závodu, kde pracuje, je poslán do malé šumavské vesnice Doubrava, ke má za úkol posoudit možnost odvodnění velké bažinaté oblasti pomocí nového typu čerpadla. Dostane se do prostředí, kde pohraniční stráž brání hranice Československa proti sabotérům, pašerákům a agentům západních rozvědek, jejichž snahou je zvrátit společenský vývoj započatý v únoru roku 1948.
Pohraničníkům aktivně pomáhají i lidé, kteří přišli do pohraničí budovat novou společnost a mezi nimi je pochopitelně i František, který se tak dostane do ohrožení života. Objeví se zde i válečný zločinec Ladislav Fišer, známý z románu Město v ohni, kterému se v roce 1945 podařilo uprchnout. Je velitelem patnáctičlenné záškodnické skupiny vycvičené v Bavorsku a má podrobné mapy bažin v okolí Doubravy, přes které bez problému přechází. V dramatické závěru příběhu mizí pod hladinou neprostupného močálu.

### Návštěva z onoho světa
Třetí část románu se odehrává v polovině šedesátých let. František Svátek je již inženýrem, účastní se rozsáhlých odvodňovacích prací v okolí Hodonína, založí skupinu techniků, kteří pracují na nových typech vodních čerpadel, a jeho vědecká práce o spodní vodě je otištěna již v pěti jazycích. Po letech se znovu vrací na Šumavu do Doubravy na stavbu letiště, kde došlo k havárii čerpací stanice. Zde objevuje fotografii, podle které je válečný zločinec Ladislav Fišer, o kterém je přesvědčen, že se před patnácti lety utopil v doubravských močálech, naživu. Snaží se mu proto dostat na stopu.
Ve skutečnosti byl Fišer opravdu mrtev a fotografie byla falešná. Šlo o dlouho pečivě připravovanou akci CIA, která byla přesvědčena, že František, bude ochoten navázat styk s kýmkoli, aby Fišera odhalil. Inženýr Svátek pro ně totiž představuje odborníka, který má plnou důvěru bezpečnostních orgánů, účastní se důležitých vojenských staveb a má přístup k významným vojenským tajemstvím. CIA jej také chtěla využít pro získání seznamů agentů gestapa pro vytvoření špionážní sítě. Získala však dokumenty falešné, na jejichž základě vybudovala síť složenou z československých kontrarozvědčíků.